# Solar and Heliospheric Observatory
A SOHO (Solar and Heliospheric Observatory) egy 1995-ben elindított napfigyelő műhold, az ESA és a NASA közös programja. A Föld és a Nap közötti L1 Lagrange pontból végzi a megfigyeléseket. A földi irányítást az amerikai Goddard Űrközpontból végzik.

## Küldetés
A SOHO indítására 1995. december 2-án került sor Atlas-2AS hordozórakétával. 1998 áprilisában meghosszabbították a küldetést.
2003-ban az ESA jelentette, hogy a SOHO adatközlő antennájának egyik irányító motorja elromlott, ezért nem mindig érkeznek adatok. Egy ilyen öreg szerkezetnél ez már nem szokatlan. 2008-ig több mint 1500 üstököst fedeztek fel a SOHO fényképein. A képeket az interneten is meg lehet találni. 1998. június 25-én a SOHO-val megszakadt a kapcsolat hibás földi utasítássorozat miatt és csak augusztus 3-án állt helyre. A SOHO utódja a 2010-ben indított Solar Dynamics Observatory.

## Műszerek
A fedélzeten 12 tudományos műszer van:
- Global Oscillations at Low Frequencies (GOLF)
- Variability of Solar Irradiance (VIRGO)
- Michelson Doppler Imager (MDI)
- Solar UV Measurement of Emitted radiation (SUMER)
- Coronial Diagnostic Spectrometer (CDS)
- Extreme UV Imaging Telescope (EIT)
- UV Coronagraph and Spectrometer (UVCS)
- Large Angle Spectrometer Coronagraph (LASCO)
- Solar Wind Anisotropies (SWAN)
- Charge, Element, Isotope Analysis (CELIAS)
- Suprathermal & Energetic Particle Analyser (COSTEP)
- Energetic Particle Analyser (ERNE)

### Magyar oldalak
- Rövid leírás a SOHO-ról[halott link]

### Külföldi oldalak
- A NASA SOHO oldala
- SOHO képek
- Legfrissebb képek a Napról